# Vourey
Vourey est une commune française située dans le département de l'Isère, en région Auvergne-Rhône-Alpes, correspondant à l'ancienne province du Dauphiné.
La commune, établie le long de la route de Romans à Voiron se situe non loin des agglomérations grenobloise et voironnaise mais reste cependant en grande partie, rurale et agricole. Elle est en outre adhérente à la communauté d'agglomération du Pays voironnais.
Le village de Vourey possède la particularité historique d'avoir été séparé en deux domaines seigneuriaux durant toute la période de l'Ancien Régime, une partie du village dépendant des châtelains de Tullins et l'autre partie des sieurs de Moirans. Vourey a été définitivement réunifié en une seule commune durant la Révolution française.
La commune qui compte de nombreux champs de noyers se situe dans la zone d'AOC fruitière qui produit la noix de Grenoble dans la vallée de l'Isère. Ses habitants s'appellent les Voureysiens et les Voureysiennes et la mairie se situe à environ 190 mètres d'altitude.

## Géographie

### Situation et description

#### Situation
Le territoire communal est situé dans le sud-est de la France et plus précisément dans le canton de Tullins, tout en appartenant à la Communauté d'agglomération du Pays voironnais, en Isère. Bordant la plaine alluvionnaire de l'Isère, le territoire communal est bordé par des cours d'eau tel le Ri d'Olon et la Mayenne à l'est, et la Morge, au sud, avant la confluence de celle-ci l'Isère.
La commune se situe également à 29 km au nord-ouest de Grenoble, préfecture du département de l'Isère, à 88 km au sud-est de Lyon, préfecture de la région Auvergne-Rhône-Alpes, à 290 km de Marseille et à 558 km de Paris.

#### Description

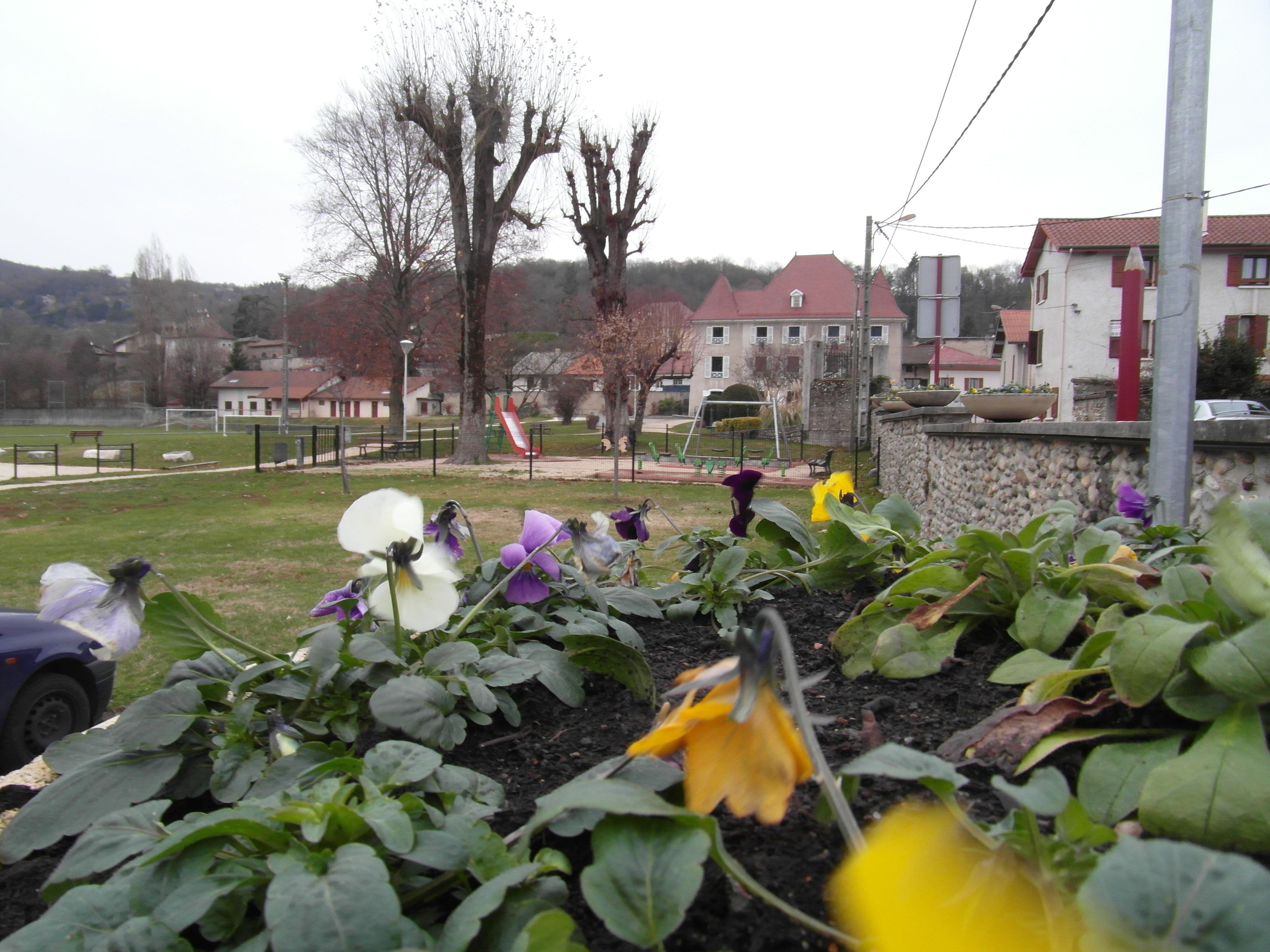
Le parc, la mairie et le stade de Vourey

Le village présente au début du XXIe siècle une assez forte connotation rurale, même si celui-ci a connu une augmentation sensible de sa population depuis le début des années 1960. Vourey fait partie des plus beaux villages de France, l'été avec ses parterres fleuris et l'hiver avec ses magnifiques illuminations de Noël. Légèrement situé au-delà de l'ancienne route nationale 92 qui relie Romans-sur-Isère à Voiron, le bourg central s'étale en un léger belvédère orienté vers le sud-est, faisant face aux massifs montagneux des Préalpes.
Deux massifs montagneux sont nettement visibles depuis tous les secteurs de la commune : à l'est, le massif de la Chartreuse, avec le sommet de la Grande Sure, et au sud le massif du Vercors avec le sommet du Bec de l'Orient. Depuis le bourg de la commune, l’extrémité septentrionale du Vercors peut y être vue, marquée par le Bec de l’Échaillon et contourné par l’Isère qui marque, à cet endroit précis, l'entrée de la cluse de Voreppe.

### Climat
Pour des articles plus généraux, voir Climat d'Auvergne-Rhône-Alpes et Climat de l'Isère.
En 2010, le climat de la commune est de type climat océanique altéré, selon une étude du Centre national de la recherche scientifique s'appuyant sur une série de données couvrant la période 1971-2000. En 2020, Météo-France publie une typologie des climats de la France métropolitaine dans laquelle la commune est exposée à un climat de montagne ou de marges de montagne et est dans la région climatique Alpes du nord, caractérisée par une pluviométrie annuelle de 1 200 à 1 500 mm, irrégulièrement répartie en été.
Pour la période 1971-2000, la température annuelle moyenne est de 11,7 °C, avec une amplitude thermique annuelle de 18,5 °C. Le cumul annuel moyen de précipitations est de 985 mm, avec 9,6 jours de précipitations en janvier et 7 jours en juillet. Pour la période 1991-2020, la température moyenne annuelle observée sur la station météorologique de Météo-France la plus proche, « Coublevie », sur la commune de Coublevie à 8 km à vol d'oiseau, est de 13,0 °C et le cumul annuel moyen de précipitations est de 1 121,0 mm,. Pour l'avenir, les paramètres climatiques de la commune estimés pour 2050 selon différents scénarios d'émission de gaz à effet de serre sont consultables sur un site dédié publié par Météo-France en novembre 2022.

#### Températures minimales et maximales enregistrées en 2012, 2014 et 2016
Les tableaux des températures affichés ci-dessous correspondent aux relevés de la ville voisine de Tullins.
- 2012

| Mois                              | jan. | fév. | mars | avril | mai  | juin | jui. | août | sep. | oct. | nov. | déc. |
| --------------------------------- | ---- | ---- | ---- | ----- | ---- | ---- | ---- | ---- | ---- | ---- | ---- | ---- |
| Température minimale moyenne (°C) | 0    | −4,7 | 2,3  | 7     | 10,6 | 14,6 | 15,1 | 15,5 | 11,5 | 8,5  | 3,6  | 0,1  |
| Température maximale moyenne (°C) | 7,2  | 4,2  | 18,4 | 17,6  | 23,4 | 26,9 | 27,7 | 29,5 | 23,2 | 18,1 | 12   | 6,6  |

- 2014

| Mois                              | jan. | fév. | mars | avril | mai  | juin | jui. | août | sep. | oct. | nov. | déc. |
| --------------------------------- | ---- | ---- | ---- | ----- | ---- | ---- | ---- | ---- | ---- | ---- | ---- | ---- |
| Température minimale moyenne (°C) | 1,1  | 2    | 2,7  | 6,8   | 9,2  | 13,9 | 15,1 | 14,3 | 12,1 | 12,6 | 5    | 1,4  |
| Température maximale moyenne (°C) | 8,9  | 11,3 | 12,1 | 16,4  | 19,9 | 27,6 | 24,8 | 25,5 | 24,4 | 21,3 | 13,7 | 7,9  |

- 2016

| Mois                              | jan. | fév. | mars | avril | mai  | juin | jui. | août | sep. | oct. | nov. | déc. |
| --------------------------------- | ---- | ---- | ---- | ----- | ---- | ---- | ---- | ---- | ---- | ---- | ---- | ---- |
| Température minimale moyenne (°C) | 1,6  | 3    | 2,3  | 7,1   | 9,5  | 14,5 | 15,7 | 14,6 | 12,9 | 6,5  | 3,9  | −3,8 |
| Température maximale moyenne (°C) | 9,2  | 11,3 | 13,4 | 17,1  | 21,3 | 25,8 | 28,8 | 29,1 | 26,6 | 16,8 | 11,6 | 6,6  |

### Géologie
L'ouvrage « Histoire des communes de l'Isère » édité chez Horvath dans son tome III présente la commune en ces termes :
«  ...//... au nord, une partie de son territoire appartient à l’unité physique que constitue le complexe des terrasses fluvioglaciaires formant le seuil de rives ; au Sud, l’essentiel de la commune s’insère dans le grand coude de l’Isère qui se présente comme une plaine alluviale à la sortie de la cluse de Voreppe. Entre les deux éléments, la transition s’opère par un talus au pied duquel s’établit pour l’essentiel, l’habitat, bénéficiant là d’un site à l’abri des vents du Nord en même temps que d’un ensoleillement généreux face aux Alpes. »

### Hydrographie
La commune est traversée par quatre cours d'eau :
- La Morge

La Morge est une rivière de 27,2 km de longueur, affluent de l'Isère.
- La Mayenne

La Mayenne est un cours d'eau, affluent de la Morge.
- Le Ri d'Olon

Le Ri d'Olon ou Ruisseau d'Olon est un petit cours d'eau de 10,7 km de longueur, affluent de rive droite de la Mayenne.
- Le ruisseau de la Furasse

### Voies routières

#### Autoroutes

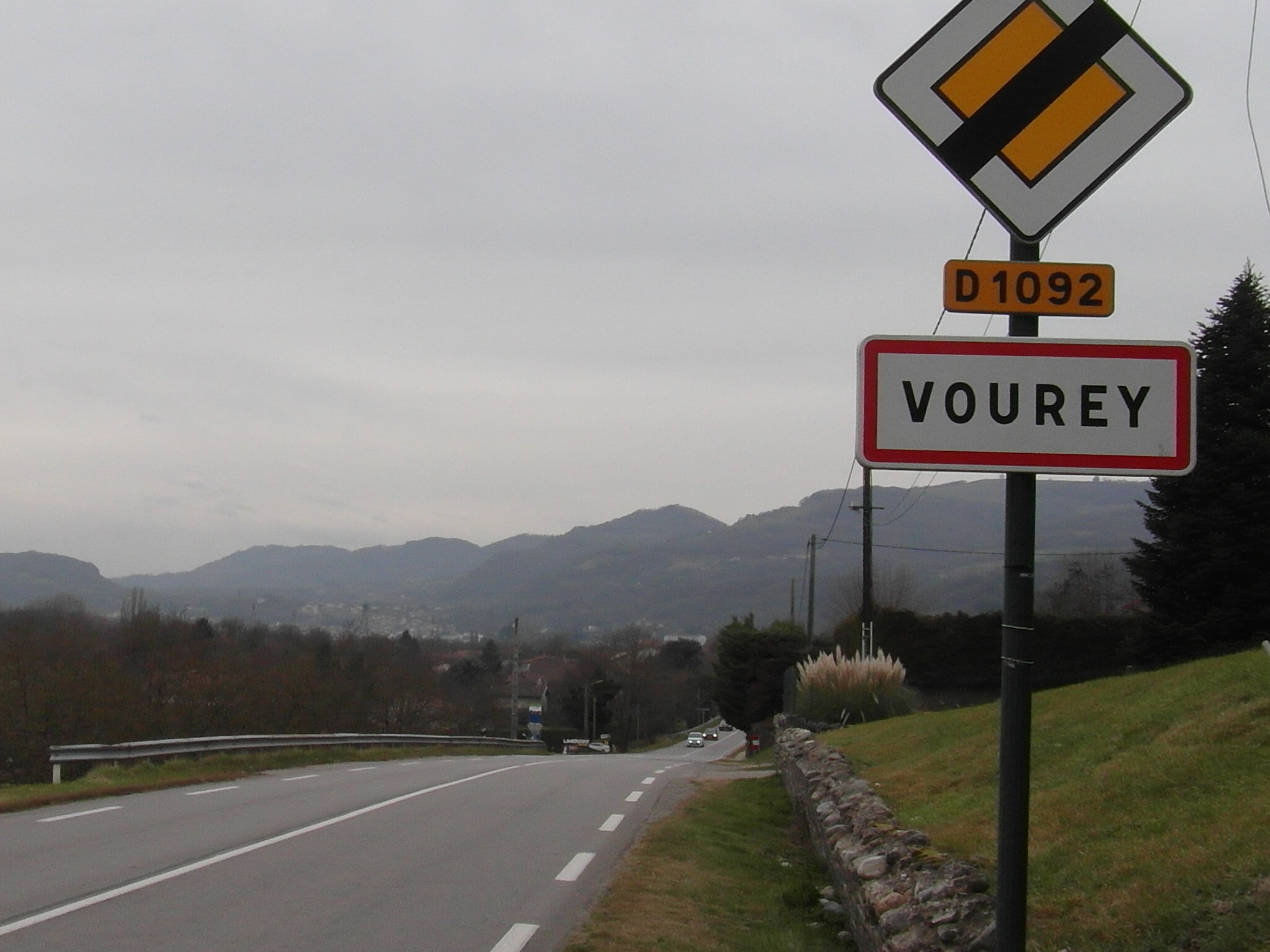
Entrée de Vourey par la RD 1092 (depuis Moirans)

L’autoroute A49 qui traverse le territoire de la commune est une voie routière à grande circulation, qui relie Romans (Valence) à Grenoble. Elle a été mise en service définitivement en 1992. La sortie N°11 (Tullins) permet de relier la commune de Vourey à cette autoroute en passant par la RD1092.

#### Routes
La route départementale 1092 (RD1092) dénommée ainsi entre Romans-sur-Isère et Voiron se dénommait avant son déclassement en route nationale 92. Cette ancienne route nationale reliait Genève à Valence jusqu'en 1974 et traverse le bourg de Vourey du nord-ouest vers le sud-est.

### Transports locaux

#### Ligne d'autobus
Le village de Vourey est desservi par la ligne A du réseau Transports du Pays Voironnais, service public de transport en commun centré sur la ville française de Voiron . L'autorité organisatrice de transport urbain de ce réseau est la communauté d'agglomération du Pays voironnais. Ce réseau urbain a été inauguré le 18/12/2004. Cette ligne relie la commune de Voiron (Collège Saint-Joseph, Lycée Ferdinand Buisson), siège de la communauté de communes à la ville voisine de Tullins (Gare SNCF, Collège Condorcet).

#### Ligne d'autocar

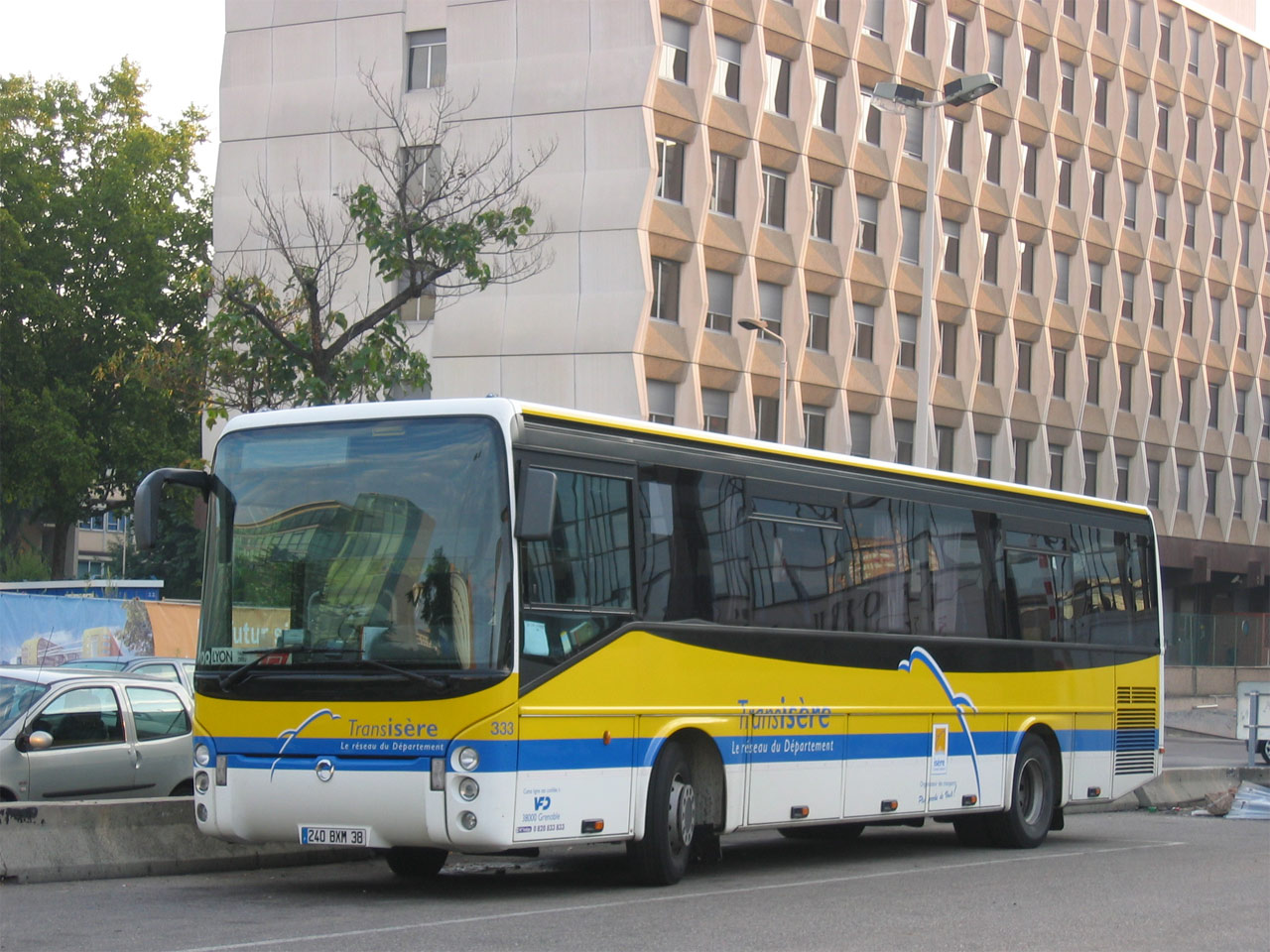
car du réseau transisère

Pour se rendre Pour se rendre de Veurey à Saint-Marcellin ou Grenoble, il existe une ligne d'autocars géré par le réseau interurbain de l'Isère.
| Lignes                    | Dessertes                            | Transporteurs   |
| ------------------------- | ------------------------------------ | --------------- |
| Bus Transisère Ligne 5200 | Saint-Marcellin ↔ Moirans ↔ Grenoble | Perraud Voyages |

#### Transport ferroviaire
La gare ferroviaire la plus proche de la commune est la gare de Tullins-Fures, située à moins de 5 km. Celle-ci est desservie par les trains TER Rhône-Alpes (relation de Valence-Ville à Chambéry - Challes-les-Eaux).

## Urbanisme

### Typologie
Au 1er janvier 2024, Vourey est catégorisée ceinture urbaine, selon la nouvelle grille communale de densité à sept niveaux définie par l'Insee en 2022.
Elle appartient à l'unité urbaine de Voiron, une agglomération intra-départementale regroupant 15  communes, dont elle est une commune de la banlieue,,. Par ailleurs la commune fait partie de l'aire d'attraction de Grenoble, dont elle est une commune de la couronne,. Cette aire, qui regroupe 204 communes, est catégorisée dans les aires de 700 000 habitants ou plus (hors Paris),.

### Occupation des sols
L'occupation des sols de la commune, telle qu'elle ressort de la base de données européenne d’occupation biophysique des sols Corine Land Cover (CLC), est marquée par l'importance des territoires agricoles (70,9 % en 2018), en diminution par rapport à 1990 (74,3 %). La répartition détaillée en 2018 est la suivante : 
zones agricoles hétérogènes (39,4 %), terres arables (27,2 %), zones urbanisées (18,5 %), forêts (10,6 %), cultures permanentes (4,4 %). L'évolution de l’occupation des sols de la commune et de ses infrastructures peut être observée sur les différentes représentations cartographiques du territoire : la carte de Cassini (XVIIIe siècle), la carte d'état-major (1820-1866) et les cartes ou photos aériennes de l'IGN pour la période actuelle (1950 à aujourd'hui).

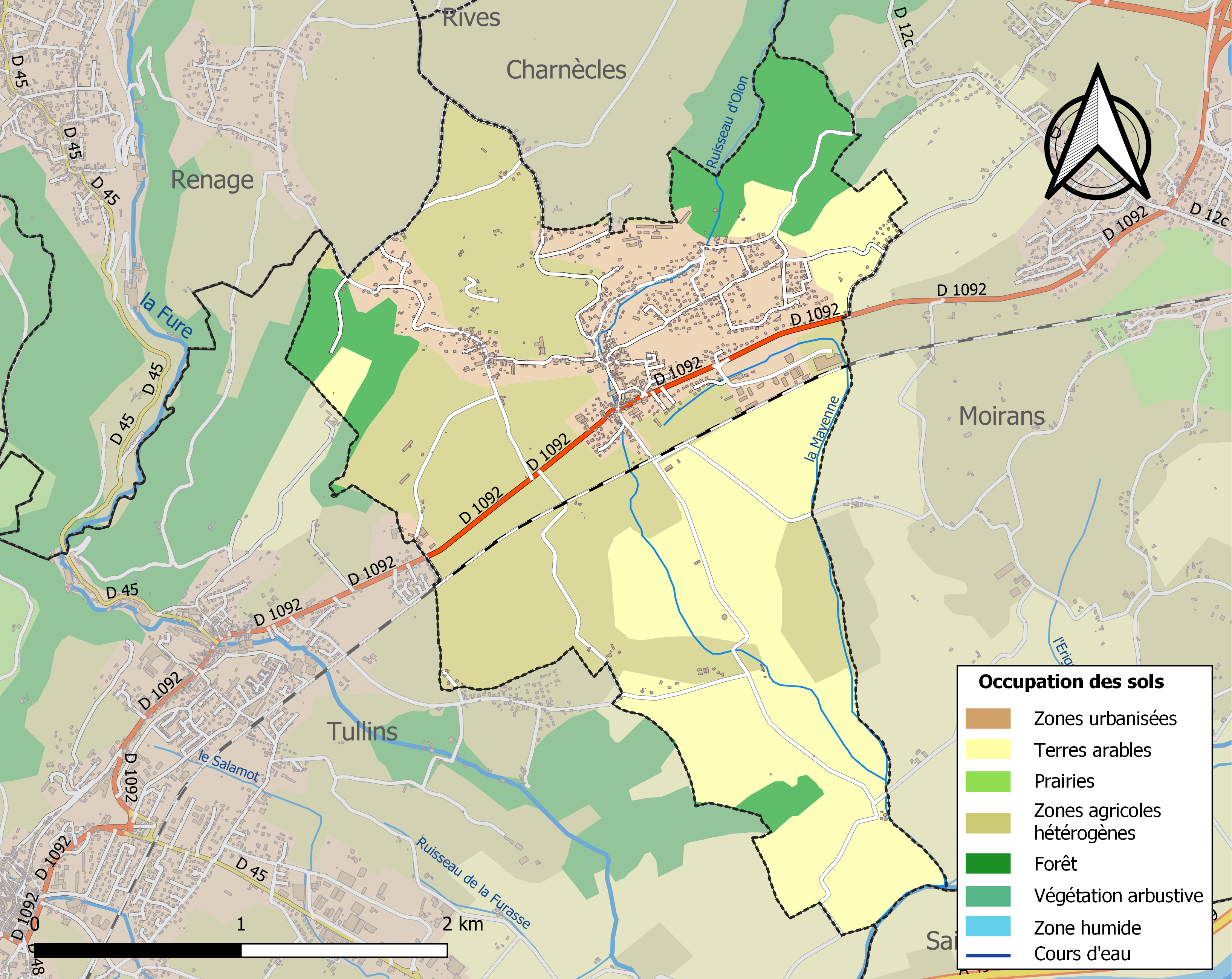
Carte des infrastructures et de l'occupation des sols de la commune en 2018 (CLC).

### Plan local d'urbanisme
Le Conseil municipal de Vourey a adopté un plan local d’urbanisme (P.L.U) le 13 janvier 2014 portant notamment sur les risques naturels, l'habitat et l'équilibre social de l'habitat, le zonage d'assainissement et la protection de la ressource en eau, la protection des espaces boisés, un projet d'aménagement et développement durable et enfin l'organisation du réseau d'eau de défense contre l'incendie. Les autres points du P.L.U étant abordés avec la communauté de communes

### Lieux-dits et hameaux
Voici, ci-dessous, la liste la plus complète possible des divers hameaux, quartiers et lieux-dits résidentiels urbains comme ruraux (ainsi que les écarts) qui composent le territoire de la commune de Vourey, présentés selon les références toponymiques fournies par le site géoportail de l'Institut géographique national. Les principaux hameaux et lieux-dits sont indiqués en caractères gras.
| - le Terreau - Point du Jour - la Pierre blanche - la Mollardière - Croix Pagnon - les Rivoires | - Chantarot - Chantemerle - Champ Froid - le Moulin - le Bois Vert - le Bourgeat | - les Goureux - Chez Colonel - les Thivolières - le Sabot - le Terreau - Sannisard | - Bois d'Olon - les Devez - la Commune - les Claix - le Pavé - les Gallandières |

### Risques naturels et technologiques

#### Risques sismiques
L'ensemble du territoire de la commune de Vourey est situé en zone de sismicité n°4 (sur une échelle de 1 à 5), en limite de la zone n°3 qui se situe vers l'ouest et le nord-ouest du département de l'Isère.
| Type de zone | Niveau            | Définitions (bâtiment à risque normal) |
| ------------ | ----------------- | -------------------------------------- |
| Zone 4       | Sismicité moyenne | accélération = 1,6 m/s2                |

## Histoire

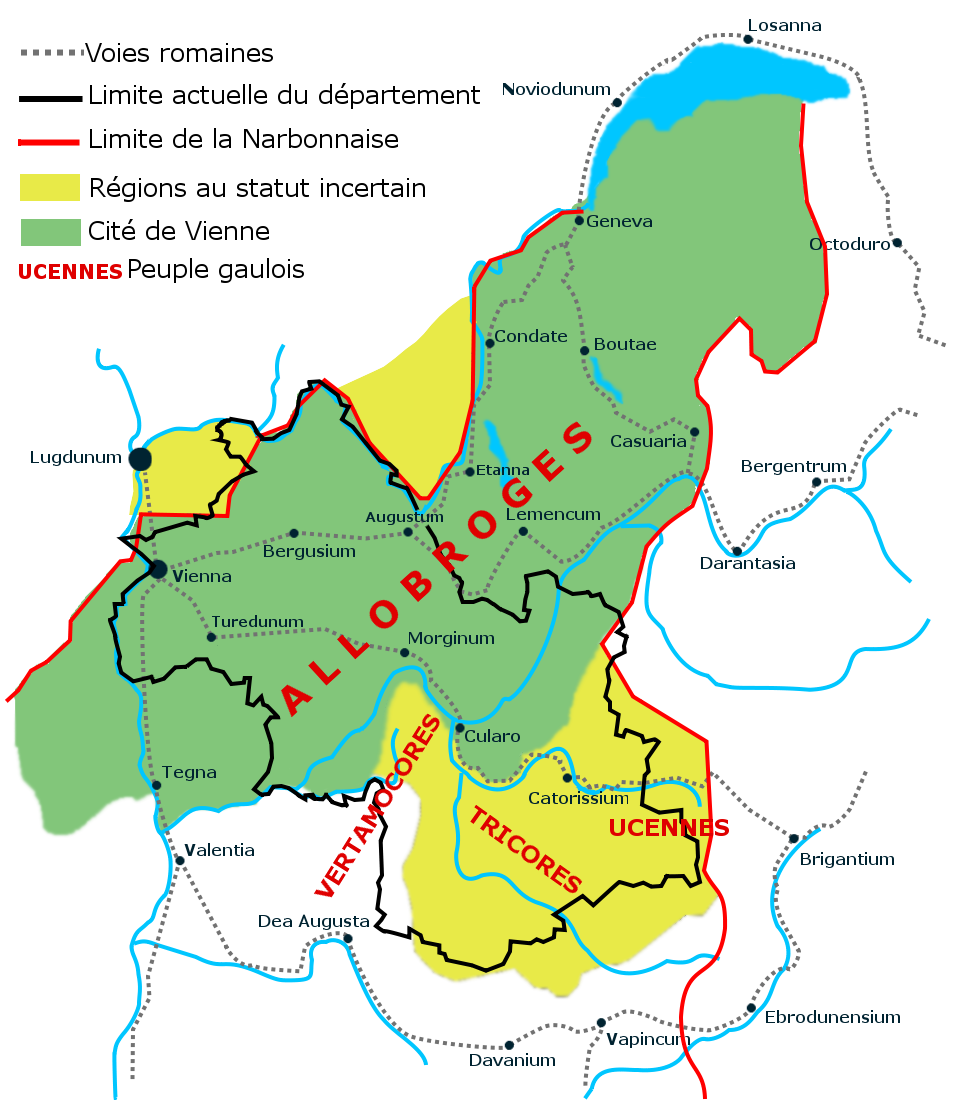
Territoire des Allobroges

### Préhistoire et Antiquité
La région où se situe Vourey est progressivement occupée par les allobroges, peuple gaulois venu du Nord de l'Italie et d'Helvétie.
Après la victoire de Fabius Maximus, les Allobroges furent désormais soumis aux Romains, et leur territoire forma le premier noyau de la Province transalpine — Provincia ulterior ou Gallia ulterior —, qui comprenait tous les peuples gaulois dans la dépendance de Rome au-delà des Alpes. De 113 à 107 av. J.-C..
Ils développent une civilisation métissée avec les peuples vivant sur place, civilisation marquée par l'agriculture et la métallurgie

### Moyen Âge et Renaissance
Durant l'année 1222, Burlion seigneur de la terre de Moirans décharge Vourey de toute servitude et affranchit le village à perpétuité. Séparé en deux parties par le petit ruisseau du ri d'Olon (l'une dépendant de Tullins, l'autre de Moirans), durant cette époque jusqu'à la fin de l'Ancien Régime, le village dans sa partie tullinoise est également séparé en deux domaines, celui des seigneurs de Tullins, proprement dit et celui des Salvaing.

### Les Temps Modernes
Au début du XVIIe siècle les habitants de Vourey dépendait de deux châtelains, jacques de Trénonay et Jean Choin.
En 1651, à la suite du mariage de Christine de Salvaing de Boissieu avec Charles-Louis-Alphonse de Sassenage, la terre de Vourey entre dans le domaine des barons de Sassenage.
Jusqu'en 1708, le territoire correspondant à l'actuelle commune de Vourey qui se présentait en deux secteurs bien distincts furent enfin réunis définitivement que cette année là
Vourey dépendait avant la Révolution de l'Élection de Romans et du bailliage de Saint-Marcellin

### Époque contemporaine

#### Révolution française
Entre 1790 et 1794, Vourey absorbe la commune éphémère de Vourey-de-Moirans.

#### LeXIXesiècleet leXXesiècle
Durant le XIXe siècle, quelques petites industries apparaissent le long du Ri d’Olon.
Dans les dernières années de ce même siècle, le petit village de Vourey subit une succession d'incendies criminels inexpliqués : des maisons, des espaces boisés et du matériel agricole subirent les méfaits d'un ou plusieurs incendiaires qui ne furent pas identifiés malgré une enquête de gendarmerie. Les faits semblèrent suffisamment importants pour faire l'objet d'articles dans plusieurs journaux à diffusion nationale de l'époque, en date du 24 janvier 1889 et du 29 janvier 1889.
En 1931,Le hameau du Sabot est détaché de la commune de Charnècles pour être rattaché à Vourey.

## Politique et administration

### Administration municipale
La population totale du village se situant entre 1500 et 2500 habitants, le conseil municipal est donc composé de dix-neuf membres dont un maire, cinq adjoints au maire et treize conseillers municipaux. La commune bénéficie également deux sièges d'élus au conseil communautaire.

### Liste des maires
| Période                                  | Période    | Identité                   | Étiquette | Qualité                     |
| ---------------------------------------- | ---------- | -------------------------- | --------- | --------------------------- |
| mars 2008                                | avril 2014 | François Bosment           |           |                             |
| mars 2014                                | En cours   | Fabienne Blachot-Minassian | SE        | Retraitée de l'enseignement |
| Les données manquantes sont à compléter. |            |                            |           |                             |

### Tendances politiques et résultats

#### Élections municipales
Lors des élections municipales et territoriales de 2014, la liste dirigée par madame Fabienne Blachot-Minassian (LDIV) obtient 540 voix et 100 % des suffrages. Elle est donc élue dès le premier tour de scrutin.

## Population et société

### Démographie
L'évolution du nombre d'habitants est connue à travers les recensements de la population effectués dans la commune depuis 1793. Pour les communes de moins de 10 000 habitants, une enquête de recensement portant sur toute la population est réalisée tous les cinq ans, les populations de référence des années intermédiaires étant quant à elles estimées par interpolation ou extrapolation. Pour la commune, le premier recensement exhaustif entrant dans le cadre du nouveau dispositif a été réalisé en 2005.

En 2022, la commune comptait 1 694 habitants, en évolution de −0,94 % par rapport à 2016 (Isère : +3,07 %, France hors Mayotte : +2,11 %).
| 1793  | 1800  | 1806  | 1821  | 1831  | 1836  | 1841  | 1846  | 1851  |
| ----- | ----- | ----- | ----- | ----- | ----- | ----- | ----- | ----- |
| 1 048 | 1 004 | 1 032 | 1 176 | 1 179 | 1 208 | 1 189 | 1 221 | 1 168 |

| 1856  | 1861  | 1866 | 1872 | 1876 | 1881 | 1886 | 1891 | 1896 |
| ----- | ----- | ---- | ---- | ---- | ---- | ---- | ---- | ---- |
| 1 047 | 1 005 | 903  | 851  | 898  | 860  | 856  | 806  | 841  |

| 1901 | 1906 | 1911 | 1921 | 1926 | 1931 | 1936 | 1946 | 1954 |
| ---- | ---- | ---- | ---- | ---- | ---- | ---- | ---- | ---- |
| 787  | 811  | 746  | 674  | 743  | 737  | 715  | 665  | 714  |

| 1962 | 1968 | 1975 | 1982  | 1990  | 1999  | 2005  | 2006  | 2010  |
| ---- | ---- | ---- | ----- | ----- | ----- | ----- | ----- | ----- |
| 677  | 672  | 761  | 1 033 | 1 236 | 1 548 | 1 642 | 1 640 | 1 578 |

| 2015  | 2020  | 2022  | - | - | - | - | - | - |
| ----- | ----- | ----- | - | - | - | - | - | - |
| 1 711 | 1 697 | 1 694 | - | - | - | - | - | - |

### Enseignement
Rattachée à l'académie de Grenoble, la commune de Vourey compte deux écoles publiques : l'école maternelle de Vourey située rue Georgette Robert Brondaz et l'école élémentaire de Vourey, située rue de la Fontaine Ronde.
La commune gère également une garderie périscolaire et un restaurant scolaire.

### Équipements et clubs Sportifs
La commune dispose de plusieurs installations sportives :
- Un gymnase de 600 places (Espace Jean Royon)
- Un stade (près de l'espace Jean Royon)
- Deux terrains de tennis avec club house (route du May)
- Un boulodrome (Site Alfred Tomay)

La commune accueille et héberge le siège de nombreuses associations sportives dont notamment des associations de jiu-jitsu, de football (Vourey-Sport), de sport-boules, de tennis, de danse et gym-tonic, de volley-ball et de yoga.

### Équipement sanitaire et social
La commune gère et administre une maison de retraite
- L'EHPAD Val-Marie, dépendant de l'association La Pierre Angulaire, avec ses 50 résidents est installé dans le domaine d'un ancien château. Une extension et une rénovation du bâtiment ont été réalisés dans l'année 2017-2018, avec une réouverture officielle du château le 1er octobre 2018. Pour déposer un dossier d'admission, il faut remplir un dossier Via Trajectoire.

### Médias

#### Presse écrite
La mairie publie un journal local destiné aux citoyens de la commune
- Bulletin municipal

Distribué trois fois par an dans les boîtes aux lettres des résidents de la commune, les anciennes éditions de ce journal sont consultables sur le site internet de la mairie
La presse écrite régionale est en vente chez les marchands de journaux des communes riveraines.
- Le Dauphiné libéré

Historiquement, le quotidien à grand tirage Le Dauphiné libéré consacre, chaque jour, y compris le dimanche, dans son édition de Chartreuse et Sud Grésivaudan, un ou plusieurs articles à l'actualité de la ville, ainsi que des informations sur les éventuelles manifestations locales, les travaux routiers, et autres événements divers à caractère local.

#### Presse audiovisuelle
La commune est située sur l'aire de diffusion de radio Ici Isère, une radio publique qui émet sur tout le territoire du département de l'Isère.

## Économie
Le commune fait partie de l'aire géographique de production et transformation du « Bois de Chartreuse », la première AOC de la filière Bois en France,.

### Secteur agricole

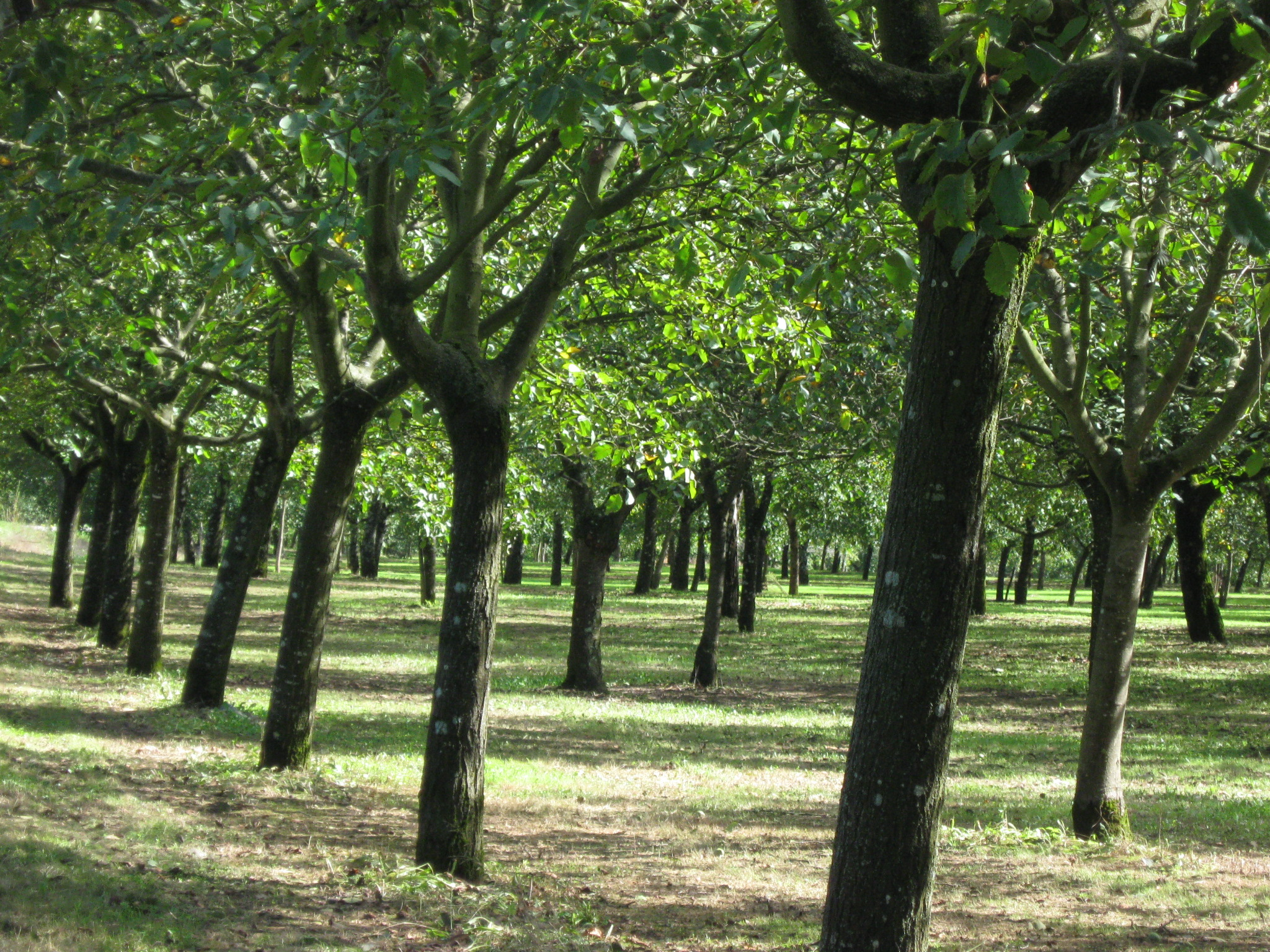
Une noyeraie

En 2010 était recensé neuf exploitants professionnels agricoles sur le territoire communal dont un élevage de volaille et un horticulteur.
Les exploitations agricoles sont surtout tournées vers la polyculture tels que les céréales noires, l’élevage des bovins et des volailles, ainsi que la culture des noix, la commune étant une productrice de noix de l'aire de l'appellation d'origine contrôlée (AOC) et de l'appellation d'origine protégée (AOP dans l'Union Européenne) noix de Grenoble.
Vourey est une des communes d'un secteur de vignobles pouvant revendiquer le label IGP « Coteaux-du-grésivaudan », comme la plupart des communes de la moyenne vallée de l'Isère (Grésivaudan et cluse de Voreppe).

### Le secteur industriel et commercial
La commune héberge sur son territoire une zone d'activité commerciale et industrielle : La ZAC de Chantarot située le long de la RD1092 qui accueille plusieurs entreprises dans le domaine de l'alimentation, de la construction et de la fabrication de fournitures en matière plastique.

## Culture locale et patrimoine

### Patrimoine monumental

#### Monuments religieux
- L'église Saint-Martin

La première église Saint-Martin a été construite au Moyen Âge, mais l'essentiel de l'édifice a été reconstruit au XIXe siècle. Seul subsiste en 2018, le clocher de l’église romane construite au XIe siècle
- La chapelle Sanissard

Les cloches de cette chapelle votive construite à la fin du XIXe siècle portant le nom de Notre dame de La Salette et qui domine le hameau date du XIIIe siècle

#### Monuments civils

##### Le château de Val-Marie
Il s'agit d'in ancien manoir reconstruit au XVIIe siècle et à qui était transformée en maison de retraite,.

##### Le château Mistral
La maison bourgeoise du XIXe siècle dite « château Mistral », situé près de la fontaine ronde, est la propriété de la famille Choin. Des restes dans les caves et une tour ronde suggèrent qu'elle se trouve à la place d'une construction plus ancienne.

##### Les autres monuments
- Vestiges de la maison forte de La Bâtie, dite de Martinon, dont il reste une tour[44].
- La fontaine Ronde
- Le Ri Dolon
- La maison forte de Falcoz, probablement du XVe siècle[44].
- Le monument aux morts

Quelques monuments de Vourey
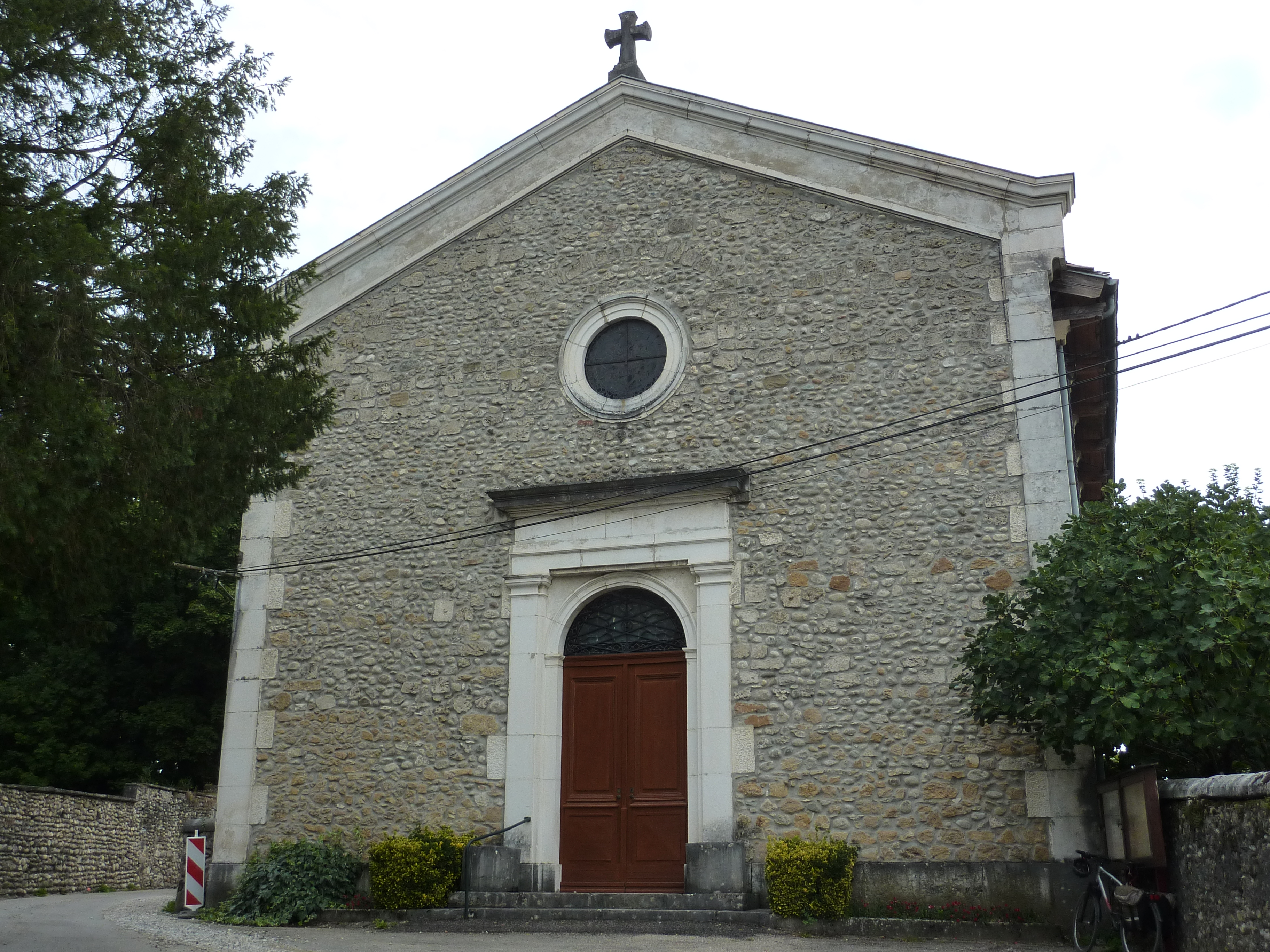
L'église.
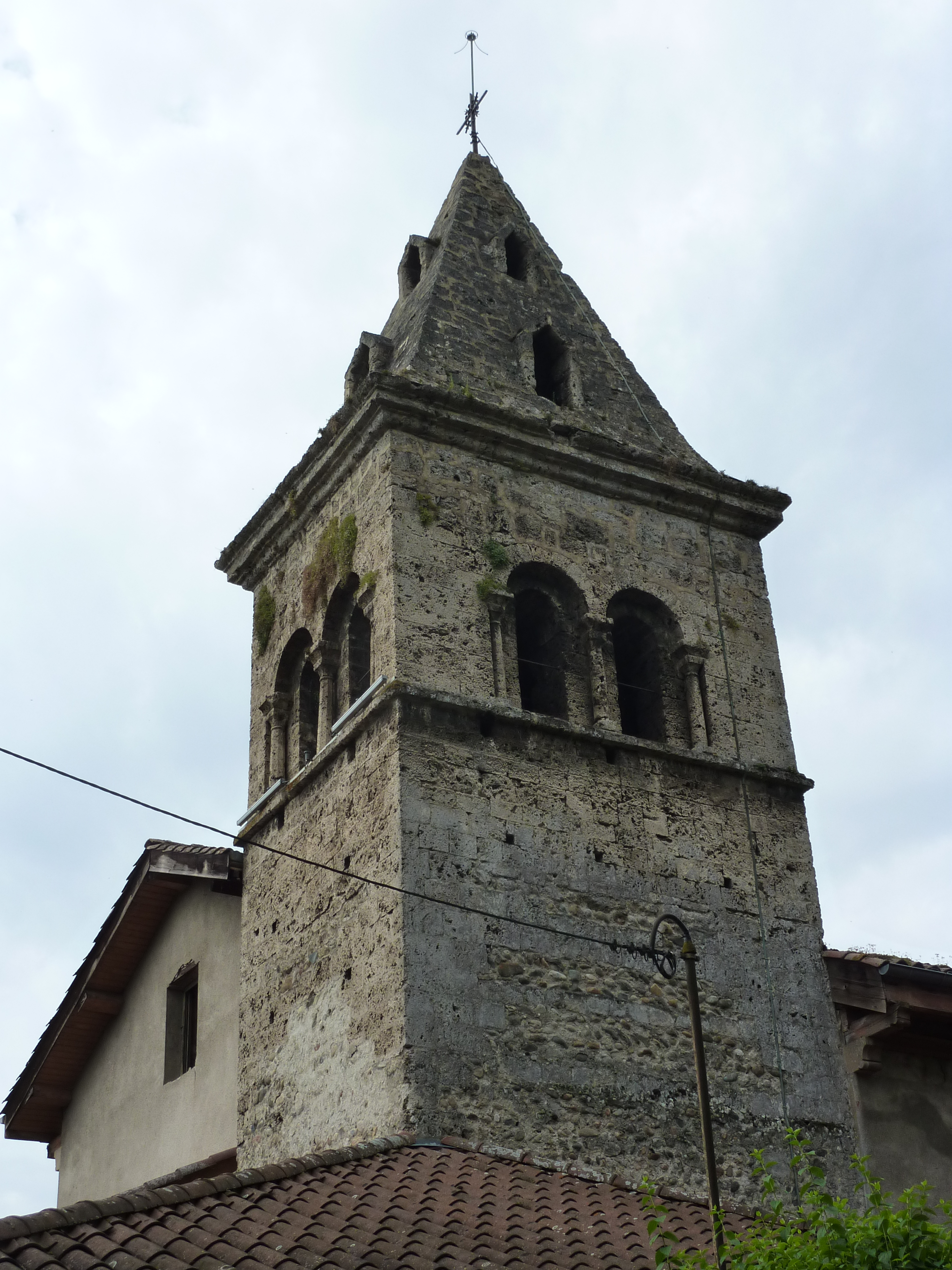
Le clocher.
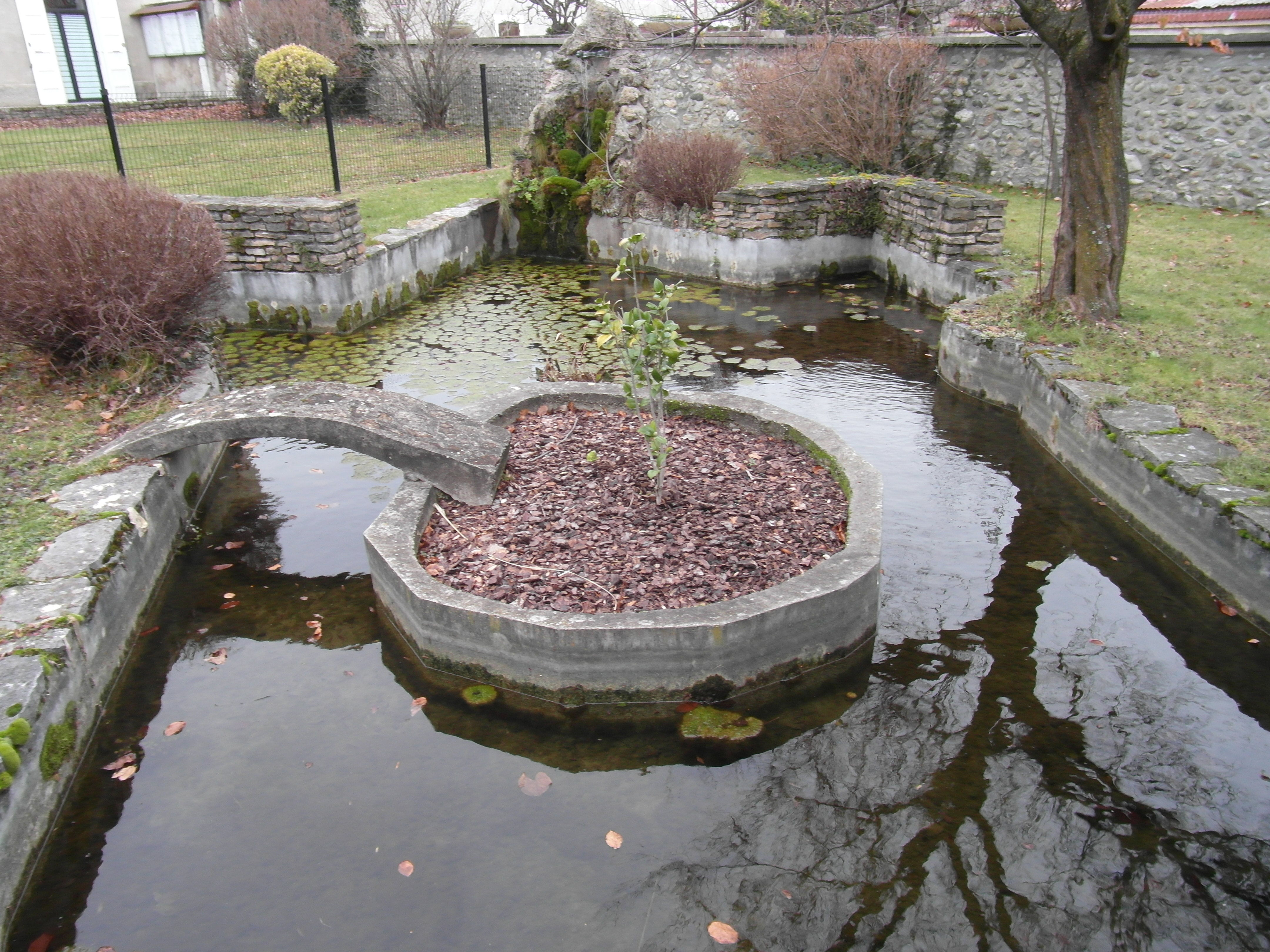
Parc de la mairie
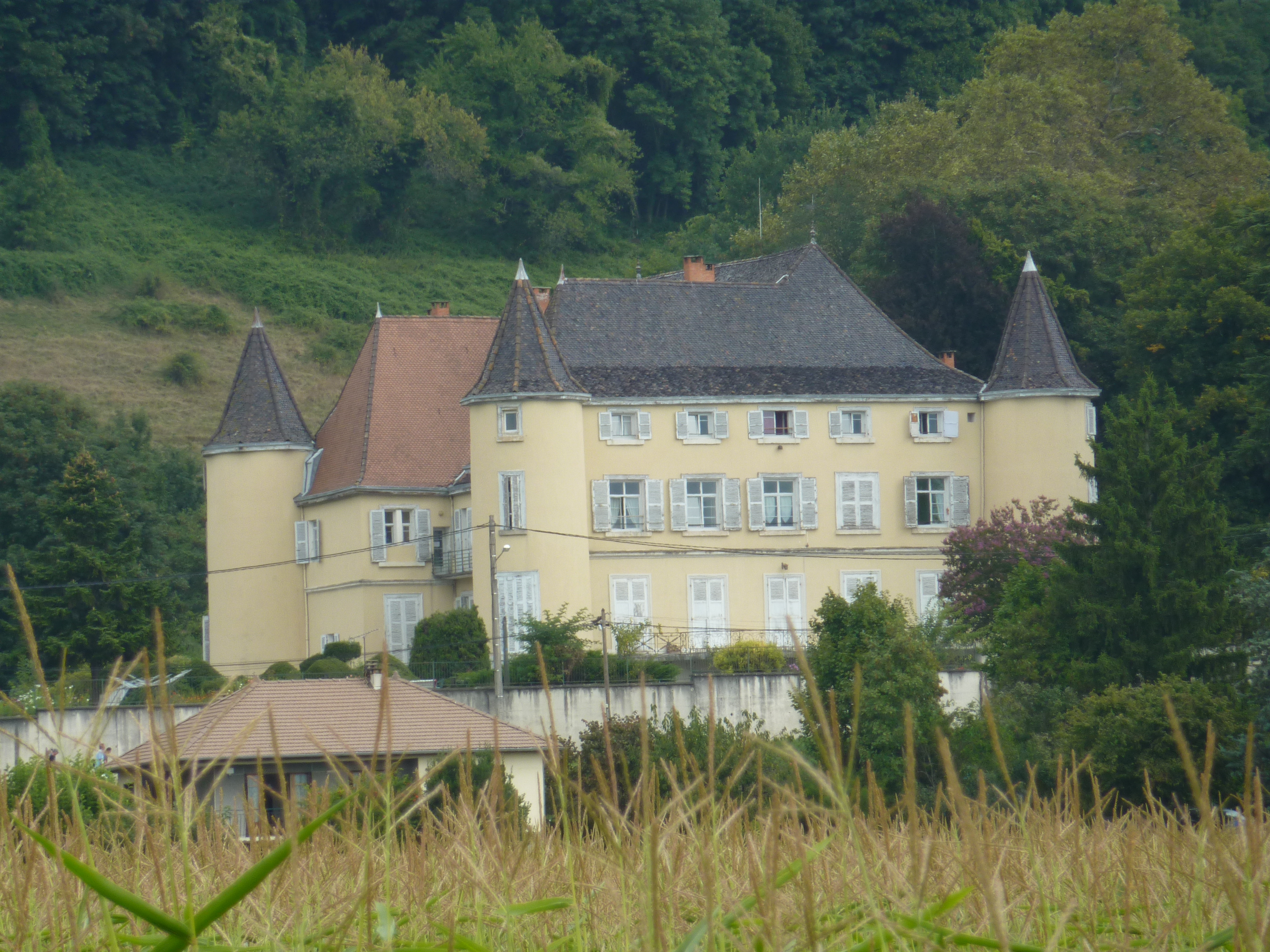
Chateau de Val Marie

### Personnalités liées à la commune
- Denys de Salvaing de Boissieu, né à Vourey en 1600, magistrat et poète.
- Joseph Paganon, né à Vourey en 1880, docteur en chimie, député, sénateur, ministre des Travaux Publics et créateur de routes de montagnes comme celle de l'Alpe d'Huez, ministre de l'Intérieur (1935).
- La famille Lattier, « ancienne et illustre » maison dauphinoise, originaire de Vourey, où ses armes se voyaient encore dans l'une des chapelles de l'église paroissiale au XIXe siècle[45].

### Héraldique
| Blason de Vourey | Blason  | D'or à un lion de gueules paré d'azur.           |
| Blason de Vourey | Détails | Le statut officiel du blason reste à déterminer. |